# HOBOT Technology Inc.
HOBOT Technology Inc — тайваньская технологическая компания, которая разрабатывает и производит роботов для уборки дома. Компания была основана в 2010 году Джорджем Чао, который ранее специализировался на лазерных дисках и разработал первые проигрыватели и записывающие устройства CD-RW в Тайване. Ассортимент продукции компании включает роботов для мытья полов, роботов пылесосов (LEGEE) и роботов для мытья окон (HOBOT).

## История компании
Компания HOBOT Technology Inc.. была основана в 2010 году Джорджем Чао . Измученный мытьем больших стеклянных окон, Джордж захотел построить робота-уборщика, который мог бы освободить человеческие руки от утомительной и энергозатратной работы. Будучи экспертом по лазерным дискам, Джордж применил свой опыт и знания на практике и успешно построил первого магнитного робота для мытья окон, после чего и основал компанию.
В настоящее время HOBOT предлагает на рынке более 10 различных моделей, в том числе роботы для мытья окон HOBOT, которые бывают как круглого, так и квадратного типа, а также роботы LEGEE Vacuum mop 4-in-1  . Продукция HOBOT привлекла внимание людей по всему миру, в настоящее время компания расширила свое глобальное присутствие более чем в 30 странах.

## Патенты
В 2010 году компания Hobot Technology подала заявку на патент своего изобретения - принцип перемещения робота для мытья окон с круглыми салфетками удерживающего на вертикальной поверхности при помощи вакуумного насоса.
В 2016 году был зарегистрирован патент на возвратно-поступательные движение платформ с чистящими салфетками, которые впоследствии получили бытовое определение “имитация движения рук”.
В 2017 Hobot выпускает первый в мире гибрид два в одном робота-пылесоса и полотера с автоматизированной системой подачи воды.
В 2018 году зарегистрирован патент на технологию распыления Ultrasonic, которую используют для микрокапельного распыления жидкости на стекло в роботах мойщиках окон.

## Награды
Компания была отмечена на выставке Consumer Electronics Show за своих роботов-уборщиков, получив награды CES Innovation Awards 2015, 2018, 2019. В 2021 году Hobot получил две награды A’ Design Awards.

## Защита интеллектуальной собственности
21 марта 2024 года Верховный суд Китайской Народной Республики вынес положительное решение по иску о нарушении патентных прав в пользу компании Hobot Technology Inc., бренда Hobot. 
Ответчиком была признана компания Beijing Hutt Wisdom Tehnology Co.,Ltd.  В ходе рассмотрения дела было установлено, что компания HUTT, специализирующаяся на производстве роботов мойщиков окон, использовала запатентованные технологии и разработки, принадлежащие компании Hobot. Это нарушение патентных прав было подтверждено материалами дела и признано судом. Суд вынес решение, обязывающее компанию HUTT выплатить общую компенсацию в размере 3,49 млн юаней и запретить производство и распространение продукции, нарушающей патентные права компании НОВОТ. Однако, информация о том, как компания HUTT будет выполнять гарантийные обязательства перед существующими пользователями и обеспечивать наличие расходных материалов в продаже, не уточняется.